# Adam Haresleben

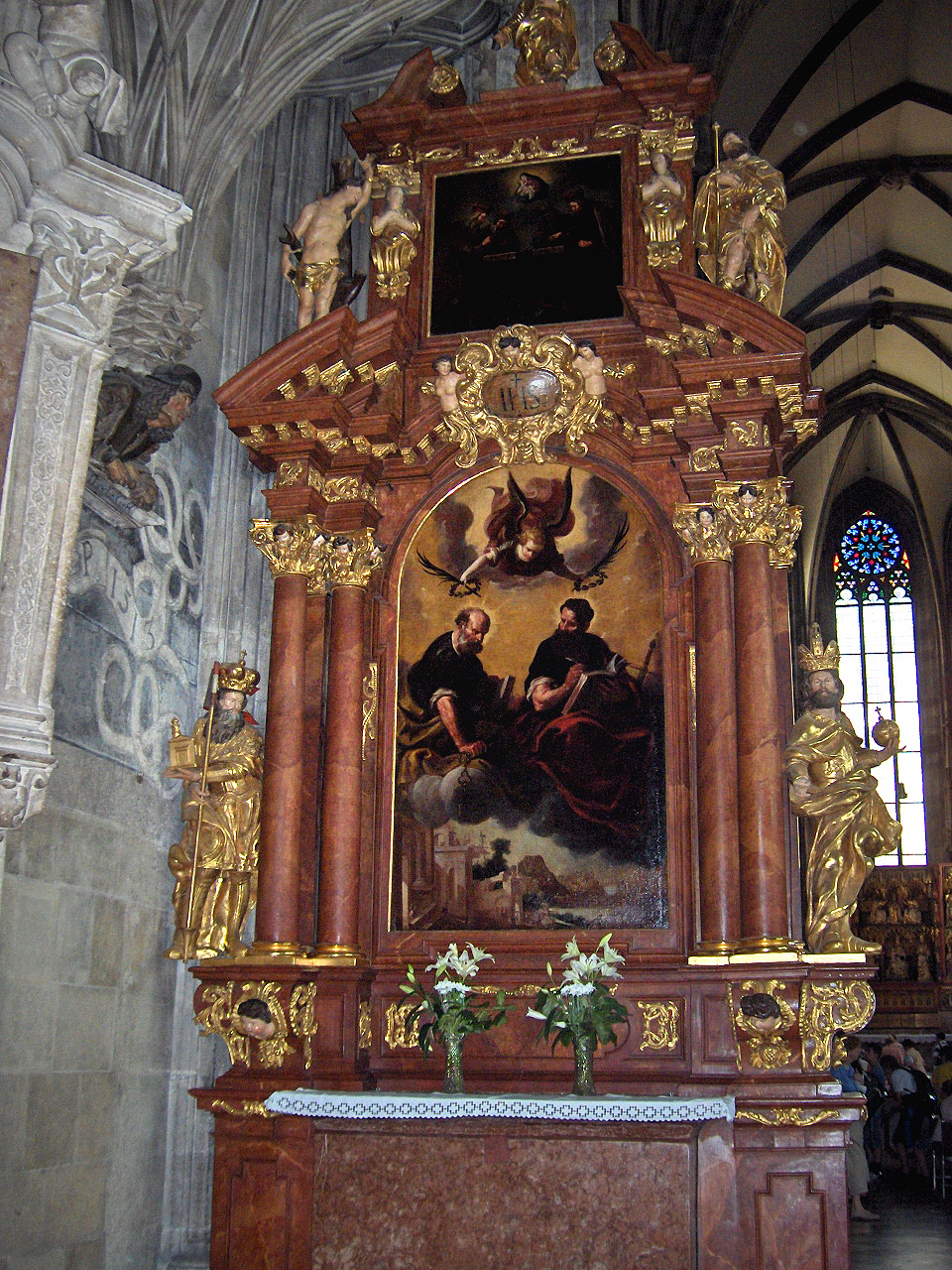
1677 Stephansdom, hölzerner Steinmetzaltar der Hll. Petrus und Paulus

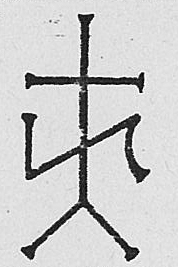
Steinmetzzeichen von Adam Haresleben

Adam Haresleben (* 1627 in Kühnring bei Eggenburg, Niederösterreich; † 29. August 1683 in Wien) war ein österreichischer Steinmetzmeister und Bildhauer des Barock, Dombaumeister zu St. Stephan und Obervorsteher der Wiener Bauhütte.
Die Eggenburger Viertellade des Steinmetz- und Maurerhandwerkes war der uralten Wiener Hauptlade inkorporiert.

## Leben
Am 5. Oktober 1642 wurde der Lehrjunge Adam vor der Wiener Haupthütte zum Gesellen frei gesprochen.
Vor einem ehrsamen Handwerk ist ihm am 7. November 1651 das Meisterstück aufgegeben worden, und er hat solches auch am 3. Jänner 1652 bei Herrn Oberzechmeister Martin Störr vorgewiesen.
„Und weillen es mangelhaft, ihm zur Strafe 9 fl zu bezahlen auferlegt, solche auch richtig bezahlt worden“. So gut wie jeder künftige Meister musste Strafgeld erlegen.
Er gestaltete eine Maria-Immaculata-Statue auf prismatischem Pfeiler, das Langpassprofil mit Rosetten und Leidenswerkzeugen besetzt, bezeichnet Harislem 1651 auf dem Weg von Kühnring nach Maria Dreieichen.
Die Brüder Adam und Alexander zogen von Kühnring bei Eggenburg nach Wien (vielleicht die ganze Familie). Adam war mit Barbara verheiratet, sie war 32 Jahre älter, so hatte er keine Kinder.

## Übernahme der Steinmetzhütte des Johann Jacob Pock

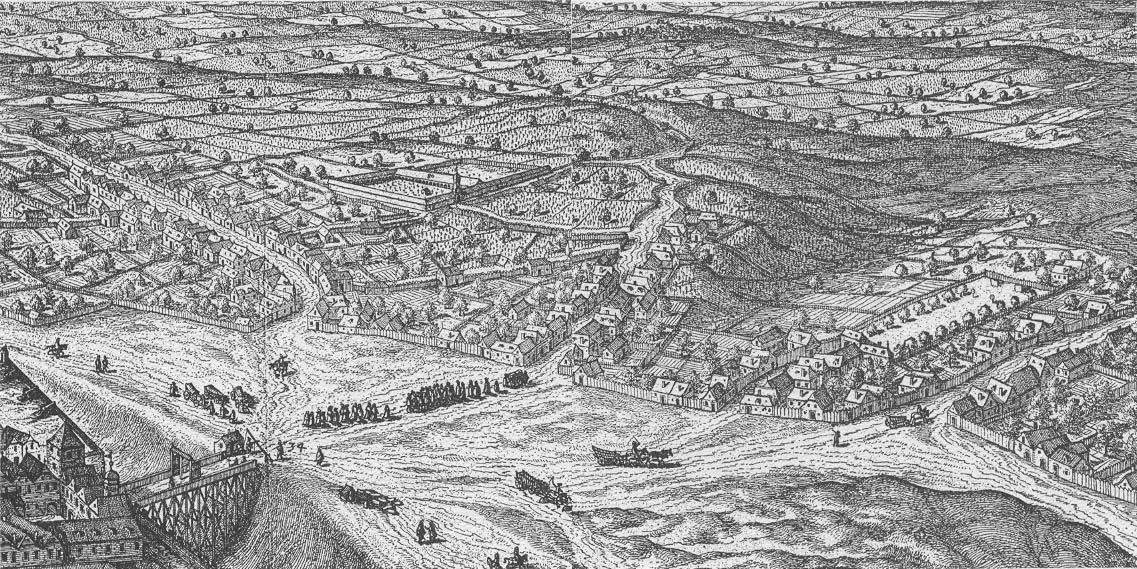
Der Alsergrund 1609. Rechts die Roßau mit dem bürgerlichen Schießplatz, in der Mitte die heutige Währinger Straße auf der Erhebung des "Schottenpoints"

Nach Ableben von Steinmetzmeister und Bildhauer Johann Jacob Pock führte die Witwe das Handwerk in der Roßau im Alsergrund bis 1653 weiter. Sie verheiratete sich nicht wieder, so bestimmte die Bruderschaft Meister Adam Haresleben zum Nachfolger. Von 1654 bis 1682 war er durch seine Steuerleistungen als wohlhabender Hauseigentümer zu erkennen.

### Vertrag im kaiserlichen Steinbruch
Catharina Herstorfferin, Witwe nach Hans Herstorffer, gewester Dombaumeister der Stephanskirche und Oberzechmeister der Wiener Bauhütte, kam am 16. September 1655 nach Kaisersteinbruch. Sie hatte die Herrn Steinmetzmeister Adam Haresleben, Baumeister bei der Stephanskirche und Bartholomäus Khöll, beide in Wien, als ihre Beistände beim Vertragsabschluss erbeten.
Mit Meister Ambrosius Regondi, Richter im kaiserlichen Steinbruch, ist ein Kaufvertrag beschlossen worden, sie verkauft ihren eigenthumblichen Stainbruch, Hauß, Garten und zween Krautgarten in ermelten Stainbruch, alles zusammen um 1.020 fl. Dieser Betrag war sogleich bar bezahlt worden.

## Dombaumeister zu St. Stephan
Im Bruderschaftsbuch der Haupthütte Wien ist zu lesen .. anno 1654, den 26. Oktober bin ich Adam Haresleben, gebürtig zu Österreich zu Kühnring, Baumeister worden bei dem Löblichen Domstift, allhier zu Wien. Gott gebe seinen Segen dazu, solang Gott belieben tut. So ist es. Seine Obrigkeit war der Fürsterzbischof Philipp Friedrich Graf von Breuner. Breuner stammte aus einer österreichischen Adelsfamilie und hatte im römischen Priesterseminar Collegium Germanicum studiert, einst vom Gründer des Jesuitenordens Ignatius von Loyola errichtet. Ab 1669 folgte Bischof Wilderich Freiherr von Waldendorff, Geheimer Kaiserlicher Rat und Reichsvizekanzler, auch er wurde im Collegium Germanicum ausgebildet.
Am 10. Juni 1656 stand er der Zeche als Oberzechmeister vor.

### Sargtuch der Zeche
Meister Otto Sewaldt verfügte am 7. Juni 1647 in seinem letzten Willen .. denen stainmetz und Maurer maistern zu einem paartuch - 10 fl. Eine Eintragung im Innungsbuch vom 25. November 1656 belegt, dass unter Obervorsteher Adam Haresleben ein Bahrtuch von schwarzem Samt und einem silbergestickten Kreuz mit kunstvollen goldgestickten Ornamenten um 195 fl angefertigt wurde. Es ist bis in unsere Tage erhalten geblieben. (Sitzungssaal der Landesinnung der Baugewerbe)
1679 war auch für die Gesellen ein Sargtuch gefertigt worden, es sind dafür ausgegeben worden 63 fl.
Meister Adam nahm am 10. Oktober 1671 den Knaben Mathias Wimmer von Sommerein am Leithagebirge zum Lehrling auf. Das Sommereiner Steinmetzhandwerk war der Viertellade im kaiserlichen Steinbruch inkorporiert. Die Freisprechung zum Gesellen erfolgte am 25. Oktober 1676.

### Altar der Steinmetzen und Maurer
In dem Jahr 1677 war damallen Baumeister Adam Haresleben, hat das Handwerk der Steinmetzen und Maurer unter dem Orgelfuss bey St. Peter und Paul genannt, machen lassen. Bei dem Holzaltar wirkten mit der Tischler Gregor Wolff, der Maler Tobias Pock für das Blatt mit St. Peter und Paul und den vier Gekrönten, der Bildhauer Mathias Gunst für die Statuen, der Maler Johannes Kheisel für deren Fassung.
Die Zeche war Ende des 17. Jahrhunderts auf dem Höhepunkt ihrer finanziellen Möglichkeiten angelangt. Fehlende Geldmittel waren also kein Grund für die Ausführung in Holz. Um keine der in Frage kommenden Steinarten zu bevorzugen, und damit die Meister in Unfrieden zu bringen, entschied man sich salomonisch für Holz.

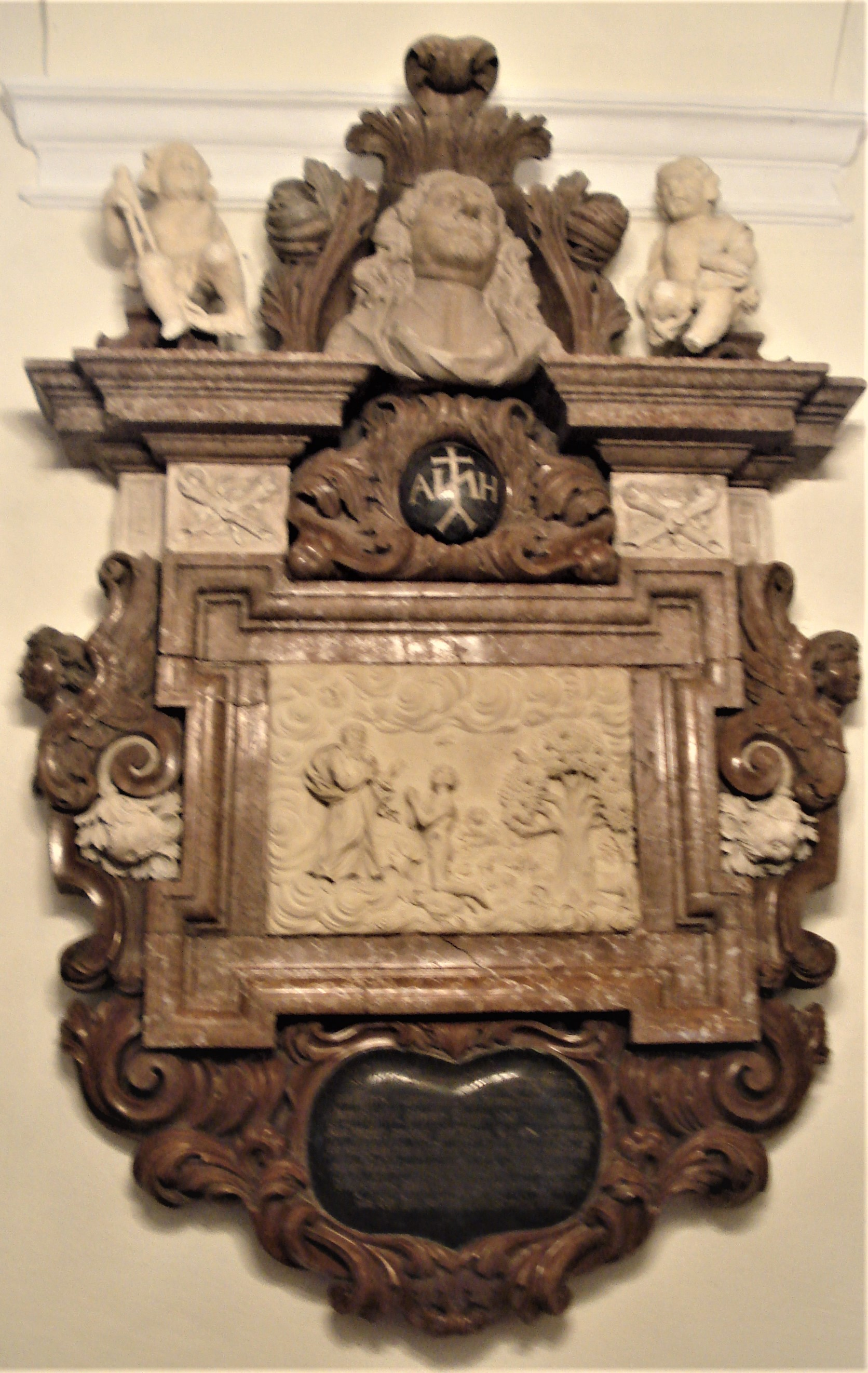
Pfarrkirche Kühnring, Epitaph Adam Haresleben 1683

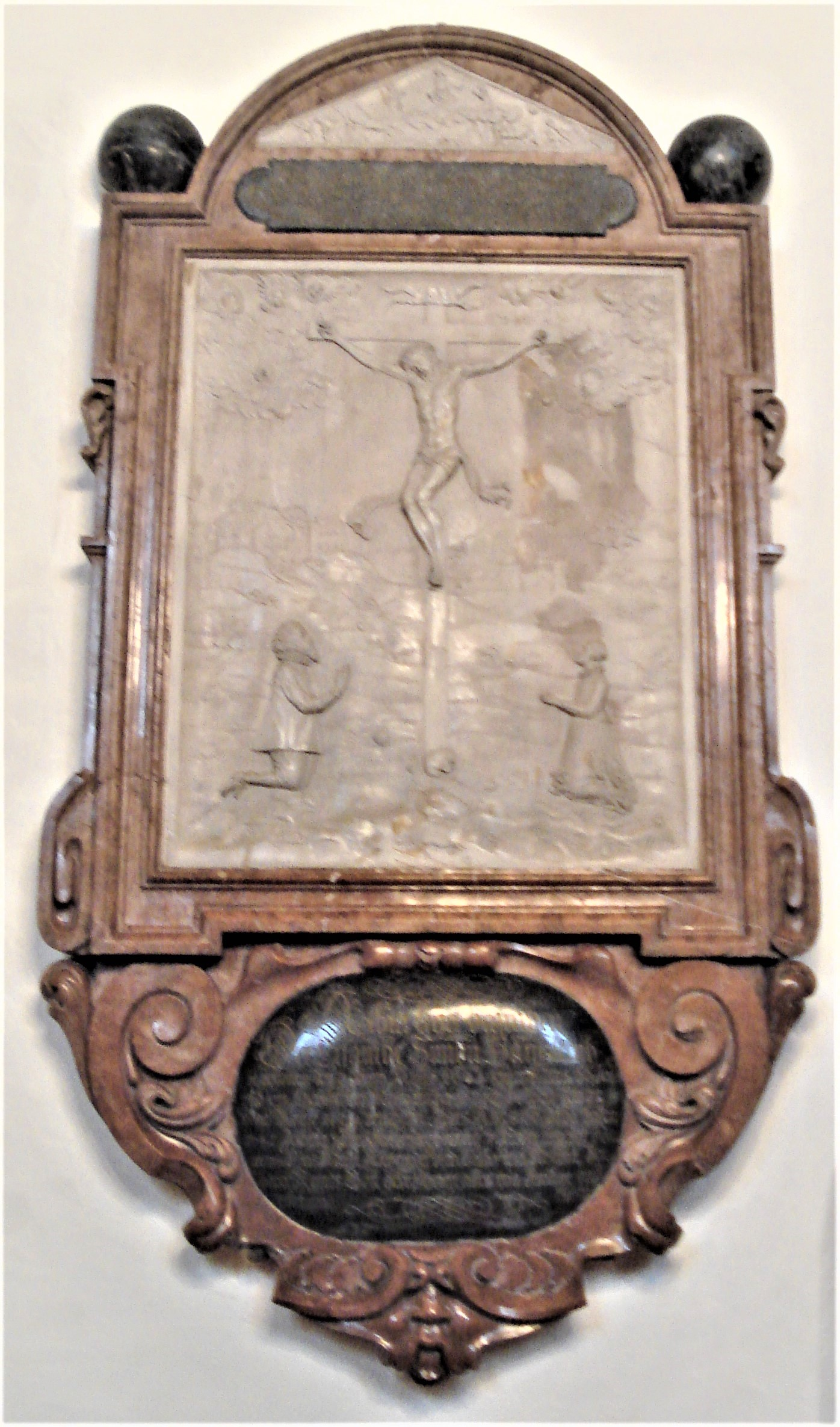
Epitaph des Vaters Simon Haresleben 1664

## Tod
Am 11. Jänner 1683 starb seine um 32 Jahre ältere Frau Barbara. In den Totenprotokollen lesen wir – dem Adam Haresleben, Baumeister und Steinmetz, sein Weib Barbara, ist am Schlag verstorben, alt 88 Jahre. Noch im selben Jahr schloss auch der Dombaumeister seine Augen, er verschied am 29. August 1683. Ist alda am durchbruch gestorben, alt 56 Jahre.

### Testament
Die Veröffentlichung erfolgte am 28. September 1683. Daraus einige Auszüge – soll in der St. Stephanskirchen begraben werden, zum Seelentrost sollen hundert hl. Messen gelesen werden. Als Universalerben wurden seine Geschwister eingesetzt, so der jüngere Alexander Haresleben, Vater der nächsten Generation von Steinmetzen Thomas und Hans Georg. Einer der Testamentszeugen war Steinmetzmeister Veith Steinböck aus Eggenburg, künftiger Dombaumeister und Obervorsteher in Wien. Adams Grab konnte trotz vieler Bemühungen im Stephansdom nicht mehr gefunden werden.

### Epitaph in der Kirche zu Kühnring
Wohlstand und Prunkliebe kennzeichneten einige Eggenburger Steinmetzmeister, der eigene Stein war ihnen für Grabplatten nicht mehr genug. Die beiden Kühnringer Meister Simon Haresleben († 1664) und sein Sohn Adam erhielten prächtige Epitaphien aus weißem und rotem Marmor in reich eingelegter Arbeit. Über Adam berichtet seine Grabschrift -
GEWESTER BÜRGER UNDT STAINMÖTZ, BAUMAISTER 33 JAHR ZU WIEN BEY ST. STEPHAN, HAT AUCH AUS SEINEM EIGENEN UNKHOSTEN DISSES GOTTSHAUS ALLHIER ZU KHUNERING GEWÖLBEN UND DÖKHEN LASSEN.
Nachfolger im Amt des Dombaumeisters wurde Matthias Knox.

## Archivalien
- Archiv Mosonmagyaróvár: Abschrift der Kaiserl. Urkunde 1712. Nr. 36/1494.
- Wiener Stadt- und Landesarchiv: Steinmetzakten.
- Stift Heiligenkreuz Archiv: Kirchenbücher, Register.